# Schoonbroek (Sint-Job)
Schoonbroek is een kerkdorp van Retie met ongeveer 2000 inwoners. Het was een deel van Oud-Turnhout, tot het bij de grote gemeentelijke herindeling van 1977 bij Retie werd gevoegd. Schoonbroek is gelegen op 4 kilometer van het centrum van Retie langs de N18 tussen Mol en Turnhout en is zeer makkelijk te bereiken via de E34 (uitrit 25).

## Geschiedenis
Zowat 1000 jaar geleden, ontstond op die plaats een kleine Frankische boerennederzetting, uit de tijd van het drieslagstelsel. Het dorp vormde zich zoals vele dorpen rond een brink. Het huidige driehoekige dorpsplein dateert echter van de 20e eeuw. Volgens oude documenten van vóór 1000 was de naam van dit dorp in die tijd "Sconebuc" wat mooie beuk of mooi beukenbosje betekent. Pas na 1300 vindt men de naam "Sconebruc" in oude geschriften terug. Waarschijnlijk heeft die naamsverandering plaatsgehad omdat er in de buurt heel wat broeken lagen.
Rond het jaar 1000 ontstond er een zekere verering van Sint-Job. Er was daar een bidplaats, waarschijnlijk gebouwd door grootgrondbezitters uit het noordelijk gelegen Arendonk, waar Sint-Job patroonheilige was.
In 1476 werd er in Schoonbroek een klein bedehuis gebouwd ter ere van Sint-Job. De kapel werd in 1565 vernieuwd en uitgebreid. In 1851 begon men met de bouw van de huidige neogotische kerk. In dat jaar werd de hoofdbeuk gebouwd. De toren werd voltooid in 1875 en in dat jaar werden de gekleurde glasramen van het koor gekocht. Ten tijde van Napoleon (vanaf 1803) was Schoonbroek een van de vijf hulpparochies van de hoofdkerk van Sint-Pieter in Turnhout.

## Bezienswaardigheden
De neogotische Sint-Jobskerk bezit een uitzonderlijk meesterwerk, een houtgesneden retabel uit de 16e eeuw dat het leven van Job uitbeeldt. Het O-L-Vrouwaltaar (1784) is afkomstig uit de nabijgelegen Priorij van Corsendonk.

## Folklore
- In Schoonbroek gaan de kinderen de eerste zaterdag na 12 maart Goriën zingen naar aanleiding van het feest van Sint-Gregorius (12 maart). Met een veelkleurige papieren hoed op, versierd met bloemen en slingers, gaan de ze van deur tot deur en zingen ze 'Goriën, goriën, gee-goa, hèdde gèn kinnekes die meegoan, …'. Met goriënhorens, grote koehorens, die van vader op zoon worden doorgegeven, kondigen de zangers hun komst aan. Tegen 16 uur komen ze naar school terug om het verzamelde te verdelen. Deze omhaling bestaat uit eieren, snoepgoed enz.
- "Schoonbroek Leeft" is een dorpsfeest tijdens de zondag van Schoonbroek kermis. Het is een gratis openluchtfestival dat muziekoptredens, straattheater en jaarmarkt combineert. Het evenement vindt steeds plaats op zondag 10 mei. Als 10 mei geen zondag is, dan is het de eerstvolgende zondag.

1. ↑  website van de gemeente